# Guillermo González (Pianist)
Guillermo González (* 1945 auf Teneriffa) ist ein spanischer Pianist und Musikpädagoge.
González besuchte das Konservatorium von Santa Cruz de Tenerife, das Konservatorium von Madrid, die Pariser Schola Cantorum und das Pariser Konservatorium und war Schüler von José Cubiles, Vlado Perlemuter und Jean Paul Sevilla. Er trat mit namhaften Orchestern in Spanien, Italien, den Niederlanden, Deutschland, Australien, Österreich, Frankreich, China, Russland, den Vereinigten Staaten, der Tschechischen Republik, Rumänien, der Slowakei, Belgien, der Schweiz und in Lateinamerika auf und vertrat Spanien bei den Olympischen Sommerspielen 2008 in Peking, wo er mit Lang Lang und Philippe Entremont auftrat.
Bei Rundfunk-, Fernseh- und Plattenaufnahmen spielte er u. a. Werke von Alexander Skrjabin, Ernesto Halffter Escriche, Manuel de Falla, García Abril, Zulema de la Cruz, Carlos Cruz de Castro, José Luis Turina und Tobaldo Power (Premio Nacional del Disco 1980) ein. Als herausragend gilt seine Aufnahme des pianistischen Gesamtwerkes von Isaac Albéniz auf fünf CDs.
González unterrichtete an den Konservatorien von Madrid, Santa Cruz de Tenerife und Malaga, leitete das Konservatorium von Segovia, gab Sommerkurse (u. a. in der Türkei, Australien und China), war Juror beim Internationalen Klavierwettbewerb von Xianmen und leitete ab 1990 17 Jahre lang den Internationalen Klavierwettbewerb von Jaen. Unter anderem wurde er mit der Goldmedaille der Insel Teneriffa, dem Premio Nacional de Música (1991) und der Medalla Albéniz (2009) ausgezeichnet.